# HERA (радіотелескоп)
HERA (англ. Hydrogen Epoch of Reionization Array, «масив епохи реіонізації водню») — радіотелескоп у Південно-Африканській Республіці, розташований у національному парку Меркат і призначений для спостереження великомасштабних структур під час епохи реіонізації та до неї. Це один з чотирьох інструментів-попередників SKA (на рівні з південноафриканським MeerKAT та австралійськими ASKAP і MWA).

## Мотивація
Існує великий інтервал часу між епохами рекомбінації (z = 1100) та реіонізації (z = 7±1). Дослідження реліктового випромінювання показали структуру Всесвіту на початку цього інтервалу, а глибокі оптичні огляди, такі як Слоанівський цифровий огляд неба, показали структуру після цього інтервалу часу, але досі є мало даних про цей проміжок часу, протягом якого мають утворюватись перше покоління зір і перші чорні діри. Оскільки водень був найпоширенішим елементом у ранньому Всесвіті, природний спосіб дослідити цю епоху — поглянути на частку іонізованого водню. Астрономи спостерігають холодний атомарний водень за спектральною лінією 21 см. Якщо припустити, що реіонізація відбувається при z = 6-8, то можна було б очікувати, що ця спектральна лінія буде зміщена на частоти 150—200 МГц. Ряд приладів, таких як PAPER, LOFAR і MWA, вже шукали це випромінювання. HERA — проєкт із пошуку цього випромінювання з покращеною чутливістю.
Реліктове випромінювання є фоном, на якому має спостерігатись сигнал реіонізації водню. Дуже холодний газоподібний водень поглинатиме реліктові фотони і створюватиме провал у сигналі реліктового випромінювання. Теплий водень буде випромінювати фотони на рідіолінії 21 см (у власній системі відліку), збільшуючи яскравість неба вище, ніж забезпечує реліктове випромінювання. Після повної реіонізації водню рідіолінія 21 см більше не впливає на реліктове випромінювання. Спостерігаючи, як поглинання та випромінювання змінюються в залежності від z і від положення на небесній сфері, можна отримати обмеження на моделі утворення зір, галактик і надмасивних чорних дір.

## Технічні складнощі
HERA буде проводити спостереження в діапазоні частот від 50 до 250 МГц. Цей діапазон частот включає сигнали радіо, телебачення та багатьох інших наземних джерел. Ці сигнали будуть на багато порядків сильнішими за сигнал, який шукає HERA, тому для мінімізації цих перешкод HERA будується в малонаселеній пустелі Кару.
Перешкоди від Сонця також заважатимуть спостереженням, так що спостереження можна буде проводити лише в нічний час. Також слід уникати галактичної площини Чумацького Шляху.
Іншою великою технічною проблемою є випромінювання від інших джерел, таких як квазари та іонізований газ у Чумацькому Шляху. Очікується, що це випромінювання буде на чотири-п'ять порядків сильніше, ніж сигнали епохи рекомбінації, які HERA намагатиметься виявити. Однак ці джерела випромінюють з синхротронне та гальмівне випромінювання, яке не має вузьких спектральних особливостей. Навпаки, метою HERA є виявлення утворення теплих нейтральних та іонізованих областей у міжгалактичному газі, і ці області мають проявляти вузькі спектральні лінії.

## Конструкція телескопа
HERA — це радіоінтерферометр, який крос-корелює сигнали від пар окремих антен. Радіоінтерферометри, призначені для отримання зображень, зазвичай розроблені таким чином, щоб мінімізувати кількість однакових базових відстаней і таким чином виміряти випромінювання на якомога більшій кількості просторових частот для найкращої реконструкції зображення. Антени в масиві HERA, навпаки, розгорнуті у формі шестикутника, що забезпечує велику кількість ідентичних базових відстаней. Хоча ця геометрія знижує якість зображень, які може створити HERA, вона дозволяє підсумовувати сигнали з ідентичних баз, щоб покращити співвідношення сигнал/шум.
Кожна антена має перехресний диполь, закріплений над 14-метровою параболічною антеною з дротяної сітки. Антени нерухомі, спрямовані в зеніт. Розмір антени вибрали достатньо великим для того, щоб будь-які стоячі хвилі в структурі антени були на частотах нижче 50 МГц, за межами досліджуваного діапазону частот. Антени виготовлені з недорогих матеріалів, таких як дерево та полівілхлоридні труби.
Після завершення решітка складатиметься з 350 антен (318 у щільно упакованому ядрі 300 метрів у поперечнику та 32 на більших відстанях). Загальна збираюча площа становитиме 54 000 м², близько до площі телескопа Аресібо.

## Результати
Через велику ширину смуги пропускання масиву (що ускладнює віднімання сигналу фонових об'єктів) і слабкість космологічного сигналу (приблизно 10 мілікельвінів), малоймовірно, що HERA створить високоякісні зображення окремих структур у реіонізованому газі. Натомість вона буде вимірювати спектр потужності неоднорідностей, як це робили ранні інструменти для дослідження реліктового випромінювання.